# Georg Engelbert Graf

Georg Engelbert Graf

Georg Engelbert Graf (* 25. Juli 1881 in Bobstadt, Hessen; † 3. Dezember 1952 in Berlin) war ein sozialdemokratischer Politiker, Dozent und Autor.

## Leben
Graf – Sohn eines Lehrers – begann nach dem Abitur in Bensheim ein Hochschulstudium in Berlin. Das Studium brach er 1905 ohne Abschluss ab. In den folgenden Jahren arbeitete er als besoldeter Generalsekretär des Vereins zur Förderung der Kunst in Berlin. Im Jahr 1908 trat er der SPD bei. Hoffmann bis 1912 als Wanderlehrer des Zentralbildungsausschusses der Partei tätig. Im Jahr 1913 nahm er in Zürich erneut ein Studium auf, dass er aber 1914 wieder abbrach. Im Jahr 1914 wurde Graf dienstverpflichtet und arbeitete als wissenschaftlicher Hilfsarbeiter von 1917 bis 1919 als Abteilungsleiter im Kriegsministerium.
Im Jahr 1917 trat Graf der USPD bei und war nach dem Ersten Weltkrieg Redakteur verschiedener Jugendzeitschriften (Freie Jugend, Proletarier Jugend) der Partei. Außerdem war er von 1919 bis 1921 Lehrer der sozialistischen Heimvolkshochschule Tinz bei Gera. Im Jahr 1922 wurde er wieder Mitglied der SPD. Von 1921 bis 1933 war Graf Leiter des Bildungswesens des Metallarbeiterverbandes. Daneben lehrte er an zahlreichen Volkshochschulen, gewerkschaftlichen Bildungseinrichtungen, Universitäten sowie der Akademie der Arbeit in Frankfurt am Main.
Graf war Herausgeber von Schriftenreihen für die Jungsozialisten. Innerhalb der Jungsozialisten gehörte er dem marxistischen Flügel an, positionierte sich gegen den nationalistischen Hofgeismarer Kreis und fungierte von 1925 bis zur Auflösung des Verbandes 1931 als Redakteur der Jungsozialistischen Blätter und als Herausgeber der Jungsozialistischen Schriftenreihe. In den 1920er und frühen 1930er Jahren zählte Graf zum linken Flügel der SPD. Er war an der Zeitschrift Klassenkampf – Marxistische Blätter beteiligt und gehörte zum „harten Kern“ von neun SPD-Reichstagsabgeordneten um Max Seydewitz und Kurt Rosenfeld, welche des Öfteren gegen die Fraktionsdisziplin verstießen. Er entging aber einem Parteiausschluss und wechselte auch nicht zur SAP über, sondern gehörte zum Kreis der in der SPD verbliebenen marxistischen Linken um die von Arkadij Gurland geleitete Zeitschrift Marxistische Tribüne und gab die kurzlebige Monatszeitschrift Sozialistische Jugend heraus.
Mitglied des Reichstages war Graf zwischen 1928 und 1933. Bereits seit der Weimarer Republik war Graf in unterschiedlichsten Bereichen als Autor und Herausgeber tätig. So schrieb er neben politischen und wissenschaftlichen Werken auch Kinderbücher. Während der Zeit des Nationalsozialismus war er als freier Schriftsteller tätig.
Nach dem Zweiten Weltkrieg war er zunächst Schulreferent der Provinzialregierung in Brandenburg. In den Jahren 1946 und 1947 war er Dozent für Sozialgeographie an der Universität Jena.
Im Jahr 1947 trat Graf aus der SED aus, wurde erneut Mitglied der SPD und zog nach Berlin. Von 1948 bis zu seinem Tod leitete er die Volkshochschule in Wilmersdorf und war zugleich Dozent an verschiedenen Universitäten, Hochschulen und Akademien in Berlin. Im Jahr 1948 promovierte er an der Freien Universität in Berlin.